# Nina Cassian
Nina Cassian, właśc. Renée Annie Cassian (ur. 27 listopada 1924 w Gałaczu, zm. 15 kwietnia 2014 w Nowym Jorku) – rumuńska poetka, prozatorka, malarka, dziennikarka, pianistka, jak również tłumacz, krytyk filmowy i kompozytor muzyki poważnej. Była żoną pisarza Vladimira Colina od roku 1943 (rozwód w 1948 r.). Od 1985 roku mieszkała w Nowym Jorku.